# Veronica densiflora
Veronica densiflora är en grobladsväxtart som beskrevs av Carl Friedrich von Ledebour. Veronica densiflora ingår i släktet veronikor, och familjen grobladsväxter. Inga underarter finns listade i Catalogue of Life.